# Wetzel County
Wetzel County är ett administrativt område i delstaten West Virginia, USA. År 2010 hade countyt 16 583 invånare. Den administrativa huvudorten (county seat) är New Martinsville.

## Geografi
Enligt United States Census Bureau så har countyt en total area på 936 km². 930 km² av den arean är land och 6 km² är vatten.

### Angränsande countyn
- Marshall County - nord
- Greene County, Pennsylvania - nordost
- Monongalia County och  Marion County - öst
- Harrison County - sydost
- Doddridge County - syd
- Tyler County - sydväst
- Monroe County, Ohio - väst